# Chef d'orchestre malgré lui
Pour les articles homonymes, voir Chef d'orchestre (homonymie).
Pour plus de détails, voir Fiche technique et Distribution.
Chef d'orchestre malgré lui (titre original : Grand Slam Opera) est un court-métrage de Charles Lamont et Buster Keaton, réalisé en 1936.

## Synopsis
Elmer Butts quitte sa petite ville de l'Arizona pour New York où il s'est inscrit au radio-crochet du colonel Crow. Il commence par arriver en retard lors de l'enregistrement de l'émission, ce qui lui laisse une semaine pour répéter dans la chambre de sa pension de famille. Mais il le fait de manière si balourde et si bruyante qu'il empêche de dormir la jeune fille du dessous, dont il est pourtant épris. Quand vient le jour de l'émission, Elmer présente un numéro de... jonglage, spécialité on ne peut moins radiophonique. Pire, Elmer, par sa maladresse, sème la zizanie parmi les musiciens et s'attire les foudres du chef d'orchestre. Sa carrière d'artiste risque d'être éphémère.

## Fiche technique
- Titre original : Grand Slam Opera
- Titre français alternatif : Crochet radiophonique
- Réalisateur : Charles Lamont
- Scénario : Buster Keaton, Charles Lamont
- Producteurs : E. H. Allen, E. W. Hammons
- Production : Educational Films Corporation of America
- Distribution : 20th Century Fox
- Directeur de la photographie : Gus Peterson
- Son : Karl Zint (système Western Electric Noiseless Recording)
- Durée : 20 minutes 30 secondes
- Langue : anglais
- Caractéristiques techniques : 35 mm (positif et négatif), Noir & blanc, Format : 1 x 1.37, Sphérique
- Tournage : début 1936 au studio General Service Studios à Hollywood
- Date de sortie :
  - États-Unis : 21 février 1936

## Distribution
- Buster Keaton : Elmer Butts, un jeune homme de l'Arizona qui participe à radio crochet à New York
- Diana Lewis : la fille du dessous
- Harold Goodwin : le chef d'orchestre
- John Ince : le colonel Crow, le producteur-présentateur du radio-crochet
- Melrose Coakley
- Bud Jamison : le shérif de l'Arizona
- Eddie Fetherston : le chauffeur